# 藤原実隆
藤原 実隆（ふじわら の さねたか）は、平安時代後期の公卿。藤原北家閑院流、権大納言・藤原公実の長男。官位は正三位・中納言。

## 経歴
白河朝の応徳2年（1085年）叙爵。寛治7年（1093年）従五位上、承徳2年（1098年）正五位下、康和2年（1100年）従四位下、康和4年（1102年）従四位上と昇進し、翌康和5年（1103年）春宮亮となる。
その後も康和6年（1104年）正四位下、嘉承元年（1106年）蔵人頭と昇進を続け、翌嘉承2年（1107年）に参議となり、公卿に列する。その後も永久4年（1116年）従三位、天治2年（1125年）正三位に昇進し、この間に播磨権守、権中納言、侍従、中納言を歴任した。大治2年（1127年）10月14日に出家、同月16日に薨去。享年49。

## 官歴
『公卿補任』による
- 応徳2年（1085年） 正月6日：叙爵（従五位下）
- 寛治4年（1090年） 4月7日：侍従
- 寛治7年（1093年） 正月5日：従五位上
- 寛治8年（1094年） 2月22日：右兵衛権佐
- 承徳2年（1098年） 正月6日：正五位下。正月27日：左近衛少将。7月12日：蔵人
- 承徳3年（1099年） 正月22日：兼備前介
- 康和2年（1100年） 正月5日：従四位下
- 康和3年（1101年） 4月10日：斎院長官
- 康和4年（1102年） 7月23日：従四位上
- 康和5年（1103年） 8月17日：春宮亮
- 康和6年（1104年） 正月3日：正四位下。正月28日：兼美作介
- 長治3年（1106年） 3月11日：兼右近衛中将
- 嘉承元年（1106年） 12月27日：蔵人頭
- 嘉承2年（1107年） 正月28日：転左近衛中将
- 天仁2年（1109年） 正月22日：兼讃岐介
- 天永2年（1111年） 正月23日：参議
- 天永3年（1112年） 正月26日：伊予権守
- 永久4年（1116年） ：従三位
- 永久5年（1117年） 正月19日：兼播磨権守
- 元永2年（1119年） 正月24日：権中納言
- 元永3年（1120年） 正月28日：兼侍従
- 保安3年（1122年） 12月17日：中納言
- 天治2年（1125年） 正月6日：正三位
- 大治2年（1127年） 10月14日：出家。10月16日：薨去（腫物）

## 系譜
- 父：藤原公実
- 母：藤原基貞の娘
- 妻：藤原仲実の娘[1]
  - 長男：藤原公隆[1]（1103-1153）
- 生母不明の子女
  - 男子：藤原成隆[2]
  - 男子：藤原隆季[2]
  - 男子：覚珍[2] - 興福寺別当、権僧正